# Samoa vid världsmästerskapen i friidrott 2023
Samoa tävlade vid världsmästerskapen i friidrott 2023 i Budapest i Ungern mellan den 19 och 27 augusti 2023.

## Resultat
Samoas trupp bestod av en idrottare.

### Herrar
Teknikgrenar
| Idrottare | Gren   | Kval    | Kval      | Final   | Final     |
| Idrottare | Gren   | Distans | Placering | Distans | Placering |
| --------- | ------ | ------- | --------- | ------- | --------- |
| Alex Rose | Diskus | 65,26   | 8 q       | 61,69   | 12        |